# 亞納奧爾霍山 (阿基丘瓦山)
13°40′58″S 70°58′00″W / 13.68278°S 70.96667°W
亞納烏爾庫山（Yana Urqu），是秘魯的山峰，位於該國東南部庫斯科大區，由基斯皮坎奇省的馬爾卡帕塔區負責管轄，屬於韋爾卡努塔山脈的一部分，處於阿基丘瓦山東南面，海拔高度約4,800米。